# Оскар Пфунгст
Оскар Пфунгст (на немски: Oskar Pfungst) е германски сравнителен биолог и психолог.

## Биография
Роден е през 1874 г. в Германия. Докато работи като доброволен асистент в лабораторията на Карл Щумпф в Берлин, Пфунгст е накаран да изследва коня, прочут като Умния Ханс, който, както изглежда, решава широк спектър от аритметични задачи, поставени му от неговия собственик. След съществено изследване през 1907 г. Пфунгст демонстрира, че конят реално не извършва интелектуални задачи, а наблюдава реакциите на човешките наблюдатели. Той открива този факт, когато конят отговаря директно на неволни подсказки в езика на тялото на треньора му, който има способността да разреши всеки проблем. Треньорът изобщо не разбира, че му помага по този начин.
В чест на изследването на Пфунгст аномалното откритие оттогава се свързва с ефекта на Умния Ханс и продължава да бъде важно знание за ефекта на наблюдателя и в по-късни изследвания на животинския интелект.
Пфунгст никога не се сдобива с висока академична степен, макар по-късно да получава почетна медицинска степен от Франкфуртския университет, където изнася лекции.
Умира през 1932 г. на 58-годишна възраст.